# Comuna Vitanje
Vitanje (Občina Vitanje) este o comună din Slovenia, cu o populație de 2.317 locuitori (2002).

## Localități
Brezen, Hudinja, Ljubnica, Paka, Spodnji Dolič, Stenica, Vitanje, Vitanjsko Skomarje